# 少鳞杜鹃
少鳞杜鹃（学名：Rhododendron yungchangense）为杜鹃花科杜鹃花属下的一个种。

## 扩展阅读
- 維基物種上的相關：少鳞杜鹃